# Ambystoma andersoni
Espèce
Statut de conservation UICN

 CR B1ab(iii)+2ab(iii) : 
En danger critique
Ambystoma andersoni est une espèce d'urodèles de la famille des Ambystomatidae.
Proche de l'axolotl, il est, comme lui, néotène.

## Répartition
Cette espèce est endémique des environs du lac Zacapú, dans l'État de Michoacán, au Mexique. Elle se rencontre à Zacapú vers 2 000 m d'altitude.

## Description
Ambystoma andersoni mesure de 100 à 140 mm sans la queue.
La crête est beaucoup plus haute que chez l'axolotl, et les pattes sont palmées. Les branchies sont toujours pourpres. La couleur de fond est brun-ocre, avec des taches noires irrégulières sur le dos et le ventre. Le ventre est beige clair à blanc. Il existe deux lignées : l'une claire et l'autre foncée.

## Étymologie
Cette espèce est nommée en l'honneur de James D. Anderson.

## Publication originale
- Krebs & Brandon, 1984 : A new species of salamander (family Ambystomatidae) from Michoacan, Mexico. Herpetologica, vol. 40, no 3, p. 238-245.